# Cirsium
Cirsium là một chi thực vật có hoa trong họ Cúc (Asteraceae), còn gọi là các loài kế.

## Các loài
- Cirsium acarna
- Cirsium acaule
- Cirsium altissimum
- Cirsium amblylepis
- Cirsium andersonii
- Cirsium andrewsii
- Cirsium arizonicum
- Cirsium arvense
  - Cirsium arvense var.argenteum
  - Cirsium arvense var. integrifolium
  - Cirsium arvense var. mite
  - Cirsium arvense var. vestitum
- Cirsium barnebyi
- Cirsium brachycephalum
- Cirsium brevifolium
- Cirsium brevistylum
- Cirsium calcareum
- Cirsium californicum
- Cirsium callilepis
- Cirsium campylon
- Cirsium canescens
- Cirsium canovirens
- Cirsium canum
- Cirsium carolinianum
- Cirsium caulescens
- Cirsium centaureae
- Cirsium chellyense
- Cirsium chuskaense
- Cirsium ciliolatum
- Cirsium clavatum
- Cirsium clokeyi
- Cirsium congdonii
- Cirsium costaricense
- Cirsium coulteri
- Cirsium crassicaule
- Cirsium cymosum
- Cirsium diacanthum
- Cirsium discolor
- Cirsium dissectum
- Cirsium douglasii
- Cirsium drummondii
- Cirsium durangense
- Cirsium eatonii
- Cirsium edule
- Cirsium engelmannii
- Cirsium eriophorum
- Cirsium erisithales
- Cirsium esculentum
- Cirsium flodmanii
- Cirsium foliosum
- Cirsium fontinale
- Cirsium gilense
- Cirsium grahamii
- Cirsium griseum
- Cirsium hallii
- Cirsium helenioides
- Cirsium heterophyllum
- Cirsium hillii
- Cirsium hookerianum
- Cirsium horridulum
- Cirsium humboldtense
- Cirsium hydrophilum
- Cirsium hypoleucum
- Cirsium inornatum
- Cirsium jaliscoense
- Cirsium japonicum
- Cirsium kamtschaticum
- Cirsium kawakamii
- Cirsium lanatum
- Cirsium lanceolatum
- Cirsium laterifolium
- Cirsium lecontei
- Cirsium leo
- Cirsium libanoticum
- Cirsium loncholepis
- Cirsium longistylum
- Cirsium maritimum
- Cirsium mendocinum
- Cirsium mexicanum
- Cirsium modestum
- Cirsium mohavense
- Cirsium murdockii
- Cirsium muticum
- Cirsium navajoense
- Cirsium neomexicanum
- Cirsium nipponicum
- Cirsium nuttallii
- Cirsium occidentale
- Cirsium ochrocentrum
- Cirsium oleraceum
- Cirsium olivescens
- Cirsium oreophilum
- Cirsium osterhoutii
- Cirsium ownbeyi
- Cirsium pallidum
- Cirsium palustre
- Cirsium parryi
- Cirsium pastoris
- Cirsium peckii
- Cirsium pendulum
- Cirsium perplexans
- Cirsium pitcheri
- Cirsium praeteriens
- Cirsium proteanum
- Cirsium pulcherrimum
- Cirsium pumilum
- Cirsium pyrenaicum
- Cirsium quercetorum
- Cirsium remotifolium
  - Cirsium remotifolium var. remotifolium
- Cirsium repandum
- Cirsium rhaphilepis
- Cirsium rhinoceros
- Cirsium rhothophilum
- Cirsium rivulare
- Cirsium rothrockii
- Cirsium rusbyi
- Cirsium rydbergii
- Cirsium scabrum
- Cirsium scapanolepis
- Cirsium scariosum
- Cirsium scopulorum
- Cirsium segetum
- Cirsium serrulatum
- Cirsium setidens
- Cirsium spinosissimum
- Cirsium subniveum
- Cirsium tanakae
- Cirsium texanum
- Cirsium tioganum
- Cirsium tuberosum
- Cirsium turneri
- Cirsium undulatum
  - Cirsium undulatum var. tracyi
  - Cirsium undulatum var. undulatum
- Cirsium validus
- Cirsium vernale
- Cirsium vinaceum
- Cirsium virginense
- Cirsium virginianum
- Cirsium vulgare
- Cirsium wheeleri
- Cirsium wrightii

Hybrids
- Cirsium × canalense
- Cirsium × crassum
- Cirsium × erosum
- Cirsium × iowense
- Cirsium × vancouverense